# Didone
Didone (o Elissa) è una figura femminile della mitologia classica. Fu la fondatrice e prima regina di Cartagine (corrispondente all'odierna Tunisi), dopo essere stata regina consorte del regno fenicio di Sidone. Secondo la narrazione di Virgilio nell'Eneide, si innamorò dell'eroe troiano Enea, quando egli approdò a Cartagine a causa di una tempesta causata da Giunone, ed instaurarono una relazione. Disperata per la partenza improvvisa di Enea, costretto dal Fato, Didone si trafisse con la spada donatale dal troiano, chiedendo al suo popolo di vendicarla e profetizzando i futuri scontri tra Cartagine e i discendenti di Enea, ovvero i Romani.

## Mitologia

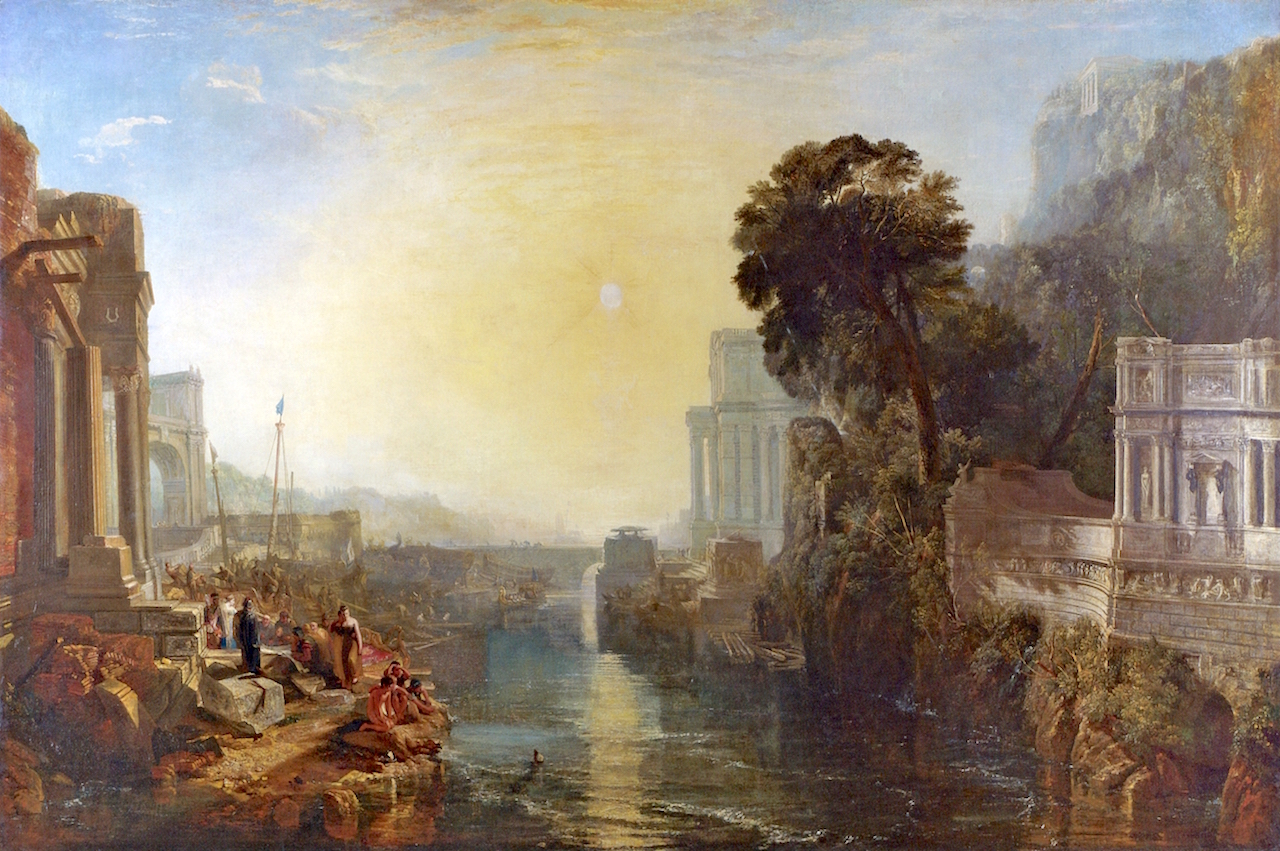
Didone costruisce Cartagine, olio su tela di William Turner (1815)

Primogenita di Belo, re di Tiro, la sua successione al trono fu contrastata dal fratello, Pigmalione, che ne uccise segretamente il marito Sicheo e prese il potere. Probabilmente con lo scopo di evitare la guerra civile, Didone lasciò Tiro con un largo seguito e cominciò una lunga peregrinazione, le cui tappe principali furono Cipro e Malta. Approdata infine sulle coste libiche, Didone ottenne dal re Iarba il permesso di stabilirsi lì, prendendo tanto terreno «quanto ne poteva contenere una pelle di bue» detto con irrisione. L'antico soprannome di Cartagine era Birsa, che in fenicio significa "rocca" e in greco "pelle di bue". Didone scelse una penisola, tagliò astutamente la pelle di toro in tante striscioline e le mise in fila, in modo da delimitare quello che sarebbe stato il futuro territorio della città di Cartagine e riuscì a occupare un terreno di circa ventidue stadi quadrati (uno stadio equivale a circa 185,27 m).
Secondo una leggenda, Didone sposò in seconde nozze Barca, un fedele seguace di Tiro, il cui nome potrebbe essere correlato al termine fenicio Barak, che significa "fulmine". Secondo questa versione quindi, i Barcidi, la famiglia di Annibale Barca, il più famoso e abile condottiero cartaginese e protagonista della seconda guerra punica, sarebbero discendenti di Didone. Durante la propria vedovanza, Didone venne insistentemente richiesta in moglie dal re Iarba e dai principi dei Numidi, popolazione locale. Secondo le narrazioni più antiche (ne parla a esempio Giustino nel III secolo d.C.), dopo aver finto di accettare le nozze, Didone si uccise con una spada, invocando il nome di Sicheo.

## Didone nell'Eneide
(Virgilio, Eneide, I 630)
(Virgilio, Eneide, IV 412)
Già i poeti Romani Ennio e Nevio rielaborarono il mito di Didone, alla ricerca di una giustificazione mitica all'origine delle guerre tra Roma e Cartagine e al presunto "odio atavico" tra i due popoli. Pertanto il poeta Virgilio non fu il primo a impossessarsene, nonostante la sua versione del mito sia rimasta nei secoli di gran lunga la più celebre.

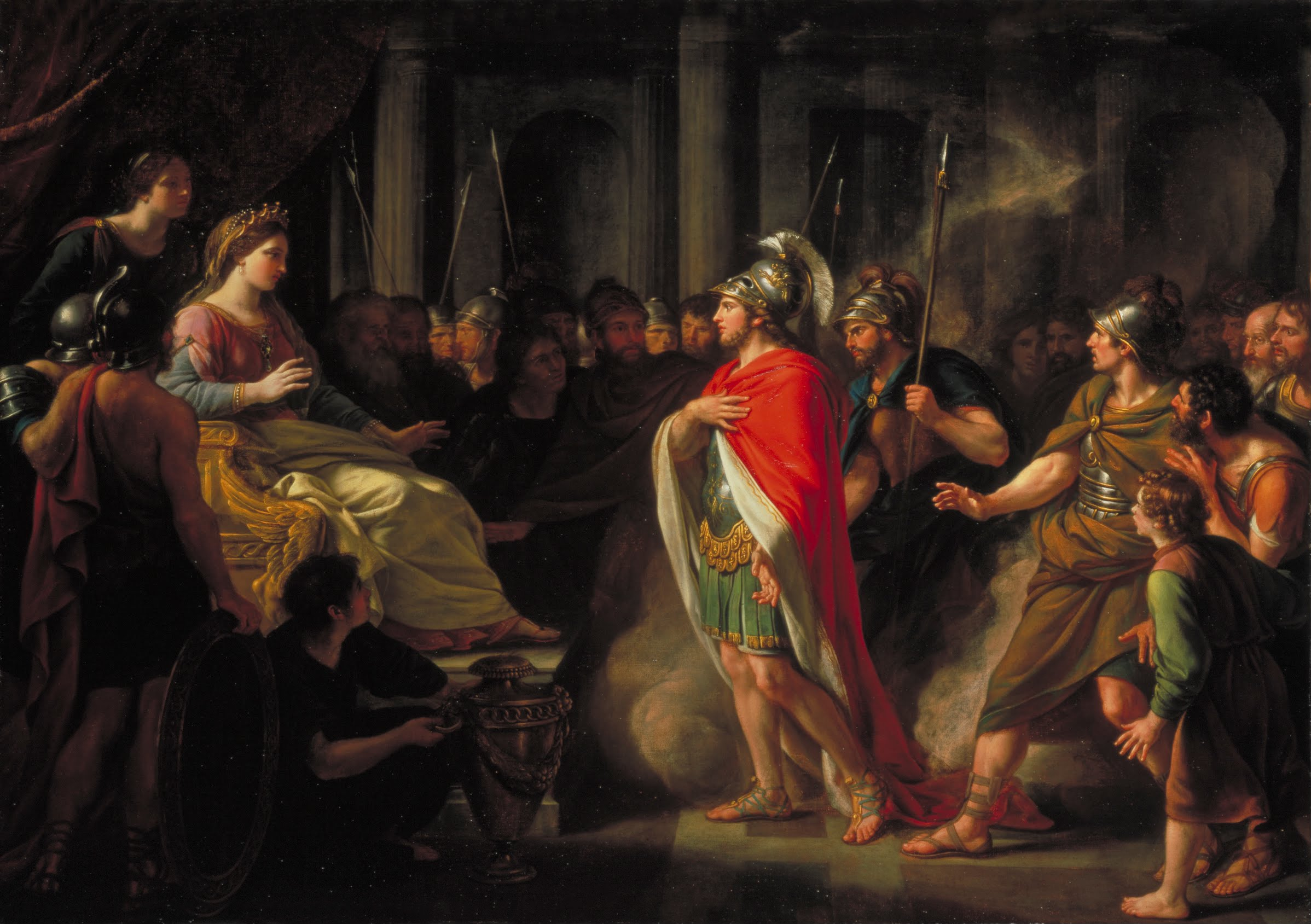
L'incontro di Didone e Enea, olio su tela di Nathaniel Dance-Holland (1766)

Nella versione virgiliana, Didone è la regina di Cartagine, la città che ha da poco fondato, grazie alla sua astuzia e che è ancora in costruzione. La regina appare giovane e bella, ricordando nell'aspetto la dea Artemide. Enea, giunto naufrago sulla costa di Cartagine con i suoi seguaci, parte in esplorazione e ammira i lavori di costruzione della nuova città. Grazie a una nube creata da Venere, Enea appare all'improvviso alla regina, chiedendo ospitalità.

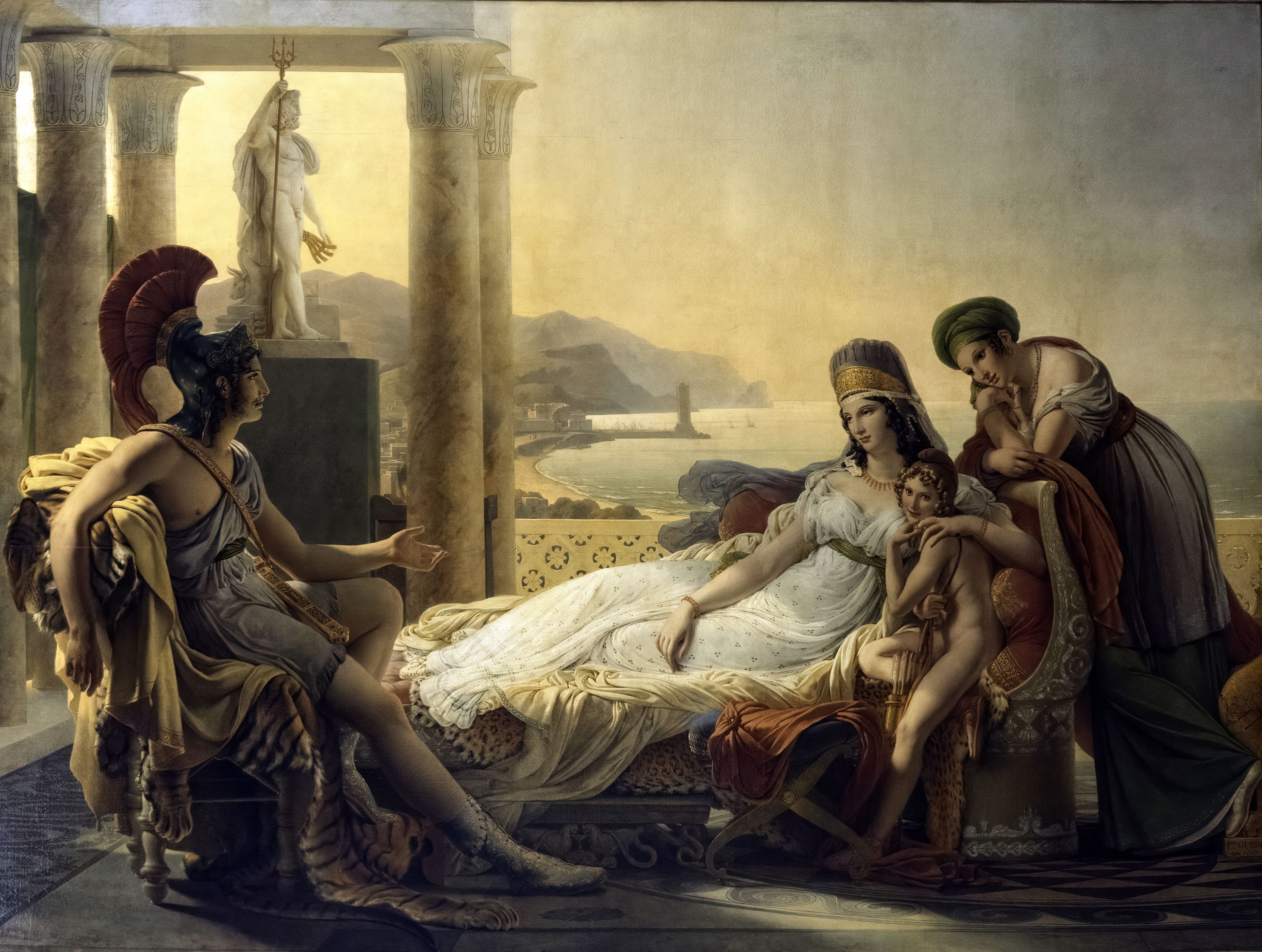
Enea e Didone, olio su tela di Pierre-Narcisse Guérin (1815)

La regina ospita generosamente i naufraghi e, durante un banchetto, chiede notizie sulla famosa caduta di Troia. L'eroe troiano, seppur a malincuore (Infandum, regina, iubes renovare dolorem), racconta le vicende vissute a partire dalla fine di Troia, suscitando la commozione di Didone. Sotto l'influenza di Cupido, istigato da Venere alleata di Giunone, Didone si innamora di Enea  (I e IV libro dell'Eneide). Malconsigliata dalla sorella Anna, che la vuole felice e spera che l'unione con i Troiani assicuri stabilità a Cartagine, Didone pur volendo rimanere fedele al defunto marito accetta di procedere secondo il sentimento e di proporre a Enea di sposarla. Frattanto rallenta i lavori di costruzione della città.

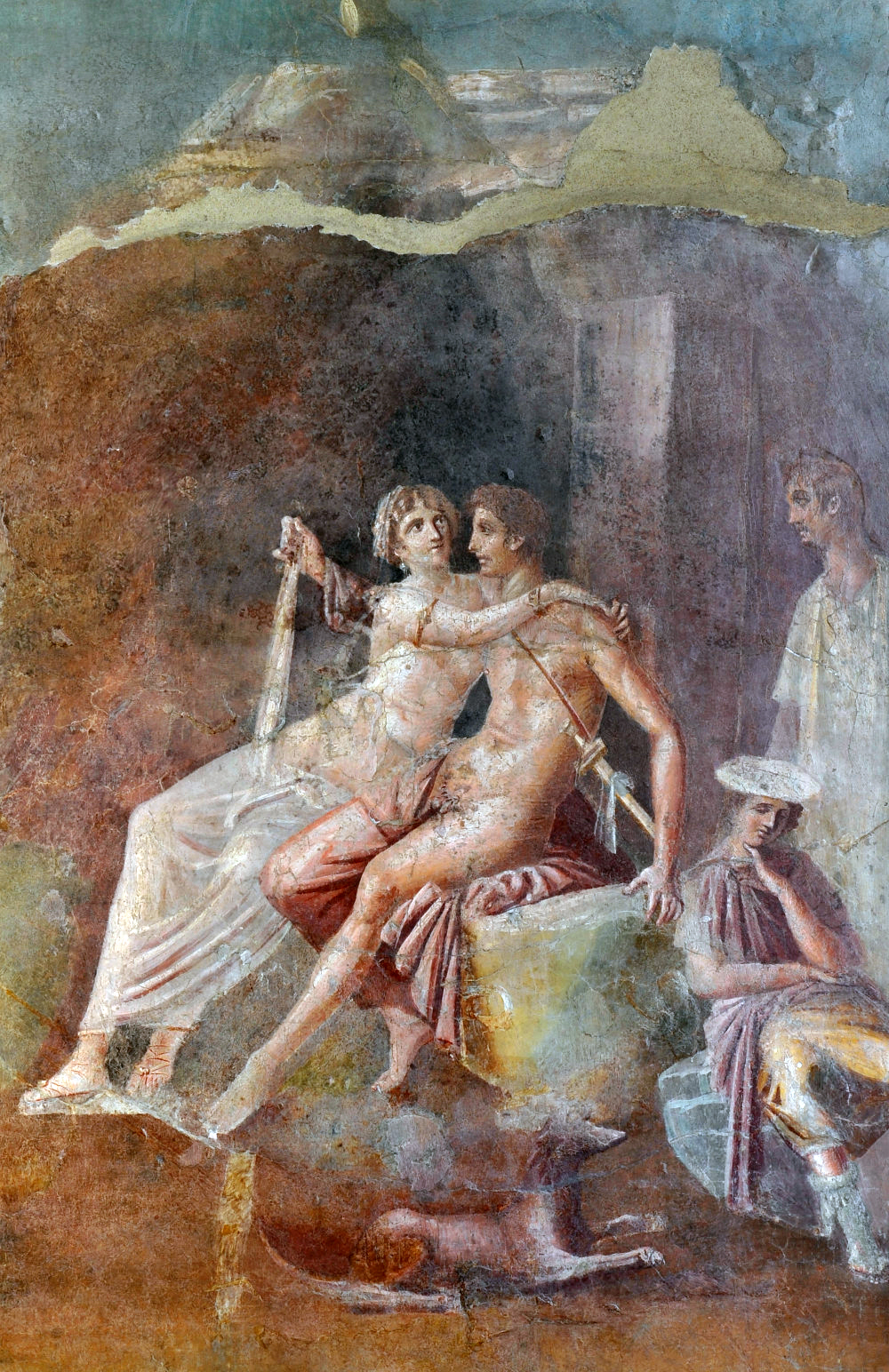
Gli amori di Enea e Didone, affresco romano da Pompei (Casa del Citarista, III stile, 10 a.C. - 45 d.C.).

Durante una caccia, a causa di un temporale Enea e Didone si riparano in una grotta e iniziano un rapporto amoroso. Anche Enea inizia a disinteressarsi della sorte dei suoi compagni. La Fama diffonde fino a Iarba, re dei Getuli, notizie del loro amore; Iarba invoca suo padre Giove Ammone, perché fermi il "Paride effeminato" che insidia la sua regina, o piuttosto le sue mire su Cartagine.
Tramite Mercurio, Giove impone la nuova partenza all'eroe troiano, che lascia Didone dopo un ultimo terribile incontro, in cui lei prima lo supplica di non partire, e poi lo maledice e prevede eterna inimicizia tra i popoli e un "vendicatore" che sorgerà dalle sue ossa (inimicizia che infatti porterà secondo Virgilio alle guerre puniche tra Roma e Cartagine e alle imprese di Annibale), con un discorso che ricorda in parte la maledizione di Polifemo su Odisseo, ma su scala temporale ben più lunga:
(Virgilio, Eneide, vv 941-968)

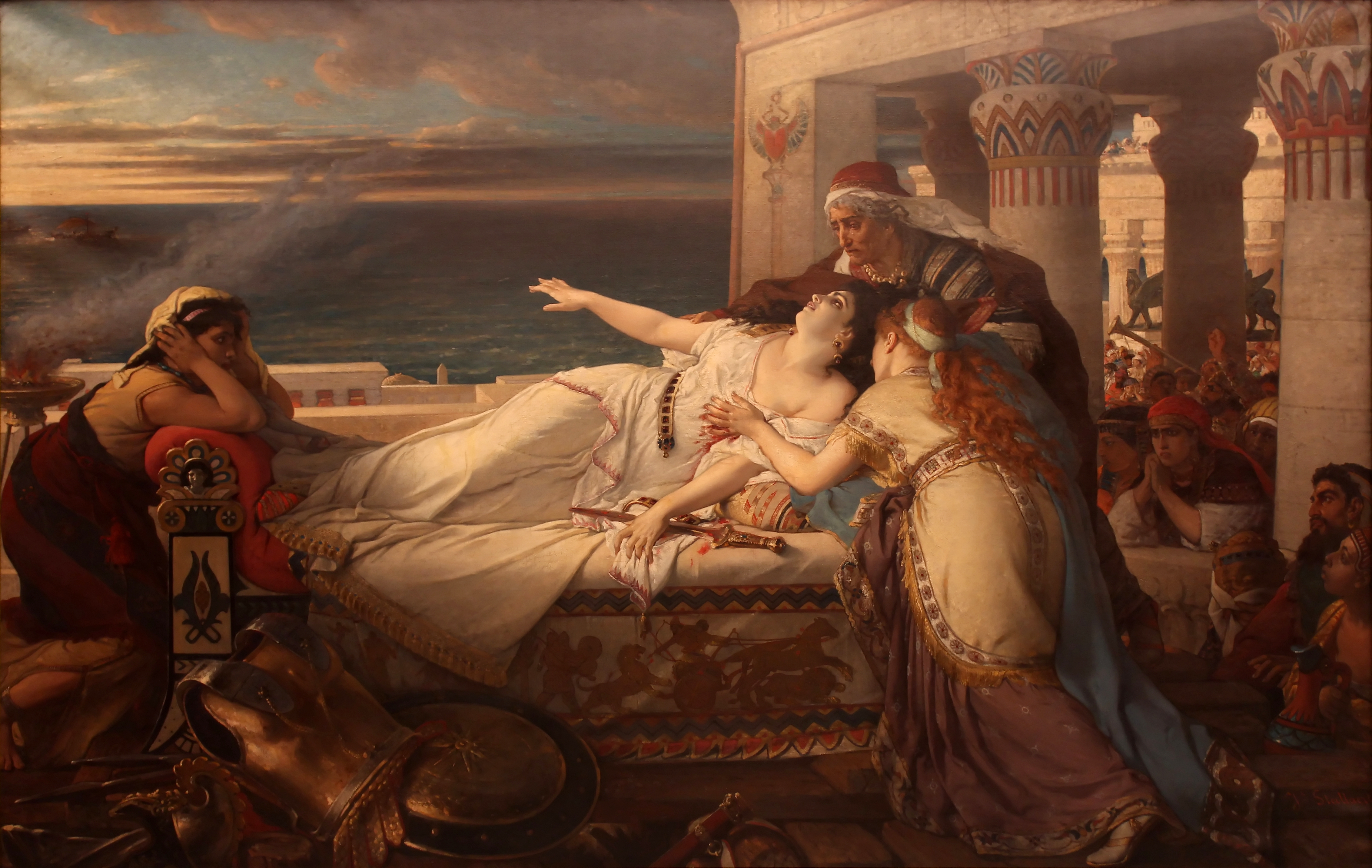
La morte di Didone, olio su tela di Joseph Stallaert (1872)

Poi, sviata Anna e la nutrice Barce (altro richiamo al cognome di Annibale Barca, il terribile condottiero cartaginese la cui memoria era ancora viva tra i lettori contemporanei di Virgilio) con delle scuse, disperata si uccide con la stessa spada che Enea le aveva donato, gettandosi poi nel fuoco di una pira sacrificale poiché non riusciva da sola a suicidarsi.
Enea incontrerà poi di nuovo la regina nell'Ade, nel bosco del pianto (VI libro), e manifesterà sincero dolore per la sua repentina fine, non meno, forse, che immutata incapacità di comprenderne e ricambiarne l'amore e la dedizione; ma l'ombra di Didone non lo guarderà neppure negli occhi e resterà gelida, rifugiandosi poi dal marito Sicheo, con cui si era ricongiunta nell'oltretomba («…coniunx ubi pristinus illi / respondet curis aequatque Sychaeus amorem»). Il silenzio finale di Didone è, secondo Eliot, un riflesso del senso di impossibilità di amare dello stesso Enea, schiavo del fato.

## Rielaborazioni successive del mito
(Giuseppe Ungaretti, Cori descrittivi di stati d'animo di Didone, III)

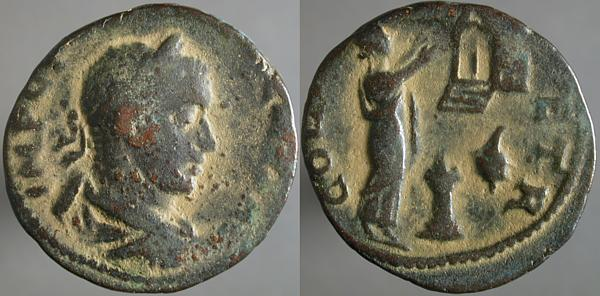
Moneta della antica colonia fenicia di Tiro, emessa sotto l'imperatore romano Gallieno, raffigurante Didone che prega davanti ad un tempio (metà III secolo)

Dante nella Divina Commedia colloca Didone nel Canto V dell'Inferno, in compagnia dei celebri Paolo e Francesca, nella schiera degli spiriti lussuriosi. Nel canto Dante inizialmente non cita per nome Didone, ma la descrive mediante una perifrasi che ne indica i peccati e il nome del marito («L'altra è colei che s'ancise amorosa, /E ruppe fede al cener di Sicheo»); successivamente, sempre nello stesso canto, viene nominata esplicitamente da Virgilio («cotali uscir de la schiera ov'é Dido, a noi venendo per l'aere maligno, sì forte fu l'affettuoso grido»). Didone, infatti, legandosi a Enea si rese colpevole del tradimento della memoria del marito morto Sicheo, e infine si tolse la vita una volta che Enea l'abbandonò per continuare il viaggio indicatogli dagli dèi.
Al contrario San Girolamo nell'Adversus Jovinianum, in particolare nel cap. 43 del primo libro intitolato Viduae gentiles, aveva esaltato l'immagine di una Didone fedele a Sicheo; Petrarca e Boccaccio si riallacciarono a tale rielaborazione patristica del mito della regina fenicia, e la dipinsero anche loro come una casta vedova.
Il topos letterario della donna abbandonata, di cui Didone fa parte, ha viaggiato nella letteratura fino ad Ungaretti in età moderna. Dalla Medea di Euripide, e Apollonio Rodio (che ne descrive la giovinezza e l'ingenuità), fino all'Arianna di Catullo del carme LXIV e alla Didone virgiliana e a quella ovidiana della VII epistola, a tutti gli effetti più donna che regina.
Come sopradetto, la tradizione romana ha successivamente indicato Didone come antenata di Annibale Barca, tuttavia, l'ipotesi più accettata dagli storici contemporanei, invece, afferma che la famiglia di Annibale fosse di umili origini. Molto più tardi, anche la regina Zenobia di Palmira si proclamò discendente ed erede politica di Didone, ponendosi in una prospettiva anti-romani.

## Musica e letteratura
- La già citata epica dell'Eneide.
- Dido and Aeneas, opera musicale di Henry Purcell.
- Didone abbandonata, libretto d'opera seria di Pietro Metastasio.
- Didon, libretto di tragedia lirica di Jean-François Marmontel, per Niccolò Piccinni.
- La morte di Didone, cantata di Gioachino Rossini.
- Les Troyens, opera di Hector Berlioz.
- La Regina, opera teatrale di Giuliano Angeletti.[5][6]
- Didone, regina di Cartagine, opera teatrale di Christopher Marlowe.

## Didone e la Tunisia

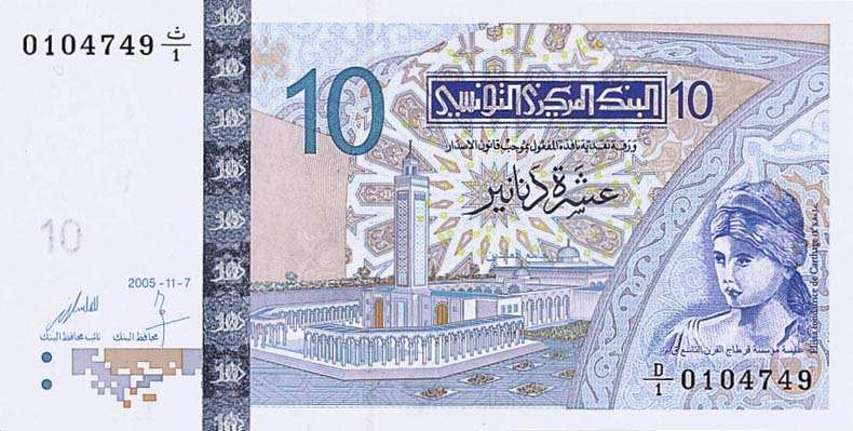
Banconota di 10 dinari raffigurante il volto di Elissa, emessa il 7 novembre 2005

Nel 2005 la Tunisia celebrò Didone quale mitologica fondatrice della sua capitale con una banconota che ne ritrae il volto.